# オルガ・マルコワ (フィギュアスケート選手)
オルガ・マルコワ（ロシア語: Ольга Маркова、1974年1月22日 - ）は、旧ソビエト連邦出身の女性フィギュアスケート選手で、現在はコーチ兼振付師およびフィギュアスケート公式審判員。

## 経歴
旧ソビエト連邦のレニングラードに生まれる。ソビエト連邦代表として1989-1990シーズンの世界ジュニアフィギュアスケート選手権に出場し14位となった。ソビエト連邦崩壊後はロシア所属選手として活動。1994年欧州選手権で3位、翌年の欧州選手権では2位となったが世界選手権ではメダルを獲得することが出来なかった。1998年にアマチュアを引退しプロに転向。現在は、フィギュアスケートのコーチ兼振付師として、また国際スケート連盟の審判員としても活動を続けている。

## 主な戦績
| 大会/年      | 1992-93 | 1993-94 | 1994-95 | 1995-96 | 1996-97 |
| ------------ | ------- | ------- | ------- | ------- | ------- |
| 世界選手権   |         | 10      | 5       |         | 12      |
| 欧州選手権   | 12      | 3       | 2       | 11      | 8       |
| GPファイナル |         |         |         | 6       | 5       |

### シニア
| 1997-1998 シーズン |

| 開催日              | 大会名                                                   | SP | FS | 結果 |
| ------------------- | -------------------------------------------------------- | -- | -- | ---- |
| 1997年11月19日-23日 | ISUチャンピオンシリーズ ロシア杯（サンクトペテルブルク） | 3  | 3  | 3    |
| 1997年11月06日-09日 | ISUチャンピオンシリーズ スケートカナダ（ハリファックス） | 5  | 7  | 6    |
| 1997年08月25日-29日 | ネーベルホルン杯（オーベルストドルフ）                   |    |    | 2    |